# Ross McKitrick
Ross McKitrick (nascido em 1965) é um economista canadense especializado em economia ambiental e análise de políticas. Ele é professor de economia da Universidade de Guelph e membro sênior do Fraser Institute.
McKitrick é autor de trabalhos sobre economia ambiental e questões de mudança climática, incluindo a co-autoria do livro Taken By Storm: The Troubled Science: The Troubled Science, Policy and Politics of Global Warming, publicado em 2002. Ele é o autor de Economic Analysis of Environmental Policy, publicado por a University of Toronto Press.

## Biografia
McKitrick obteve seu doutorado em economia em 1996 pela Universidade da Colúmbia Britânica e, no mesmo ano, foi nomeado professor assistente no Departamento de Economia da Universidade de Guelph, Ontário. Em 2001, ele recebeu um cargo de professor associado e é professor titular desde dezembro de 2008. Ele também é membro sênior do Fraser Institute desde 2002. Ele é membro do conselho consultivo acadêmico da Global Warming Policy Foundation.

## Trabalhos
McKitrick é autor de trabalhos sobre economia ambiental e questões de mudança climática. O livro Taken By Storm, em co-autoria com Christopher Essex em 2002, foi o segundo colocado no prêmio Donner. O livro Análise Econômica da Política Ambiental foi publicado pela University of Toronto Press em 2011.